# Зловеща семейна история: Секта
„Секта“ (на английски: Cult) е седмият сезон на американския антологичен сериал Зловеща семейна история. Работата по сезона започва на 4 октомври 2016 г. като излъчването му стартира на 5 септември 2017 г. и завършва на 14 ноември 2017 г. с общ брой от 11 епизода. Сред актьорския състав са: Сара Полсън, Евън Питърс, Адина Портър, Шайен Джаксън, Били Лурд, Алисън Пил, Ема Робъртс, Франсис Конрой и други.

## Сюжет
Внимание:  Текстът по-долу разкрива сюжета на произведението (или части от него)!
Али, Айви и синът им Оз Мейфеър-Ричардс живеят в Детройт, в жилищен квартал, типичен за Съединените щати. Семейството живее спокойно, има ресторант в Брукфилд Хайтс и е далеч от мрачното си минало, въпреки че съседите им, Медоу и Харисън Уилтън са особено странни. Но животът не винаги е бил толкова спокоен за Али, която има тежко минало. След като успява да преодолее своята трипофобия и страха си от кръв и от клоуни с помощта на жена си и на психотерапевта д-р Руди Винсънт, страховете ѝ отново се повявяват, когато Доналд Тръмп бива избран за президент на Съединените щати. Убедена, че някой иска да навреди на семейството ѝ, въпреки че Айви смята, че съпругата ѝ е в разгара на психотичен епизод, Али предприема драстични мерки, за да защити тези, които обича, рискувайки дори собствената си свобода.

## Актьорски състав

### Главни
- Сара Полсън в ролята на Алисън „Али“ Мейфеър-Ричардс
- Алисън Пил в ролята на Айви Мейфеър-Ричардс
- Шайен Джаксън в ролята на д-р Руди Винсънт
- Евън Питърс в ролята на Кай Андерсън
- Били Лурд в ролята на Уинтър Андерсън

### Специални гост-звезди
- Били Айкнър в ролята на Харисън Уилтън
- Ема Робъртс в ролята на Серина Белинда

### Второстепенни
- Адина Портър в ролята на Бевърли Хоуп
- Лесли Гросман в ролята на Медоу Уилтън
- Колтън Хейнс в ролята на детектив Джак Самюълс
- Купър Додсън в ролята на Озимандиъс „Оз“ Мейфеър-Ричардс
- Чаз Боно в ролята на Гари Лонгстрийт
- Дърмот Мулрони в ролята на Боб Томпсън
- Джеймс Моросини в ролята на Ар Джей

### Гост-звезди
- Джон Каръл Линч в ролята на клоуна Туисти
- Хорхе-Луис Пайо в ролята на Педро Моралес
- Тим Кенг в ролята на Том Ченг
- Зак Уорд в ролята на Роджър
- Лаура Алън в ролята на Роузи
- Рон Мелендес в ролята на Марк

- Лена Дънам в ролята на Валъри Соланас
- Франсис Конрой

## Епизоди
| # | №  | Заглавие                                           | Режисьор             | Сценарист                | Премиера             | Първо излъчване в България | Зрители (млн.) |
| --- | -- | -------------------------------------------------- | -------------------- | ------------------------ | -------------------- | -------------------------- | -------------- |
| 74 | 1  | „Нощта на изборите“                                | Брадли Бюекър        | Раян Мърфи и Брад Фалчък | 5 септември 2017 г.  |                            | 3,93           |
| Али и Айви са двойка, която има син на име Оз. Али страда от няколко фобии, които се засилват, след като става известно, че Доналд Тръмп е спечелил президентските избори през 2016 г. в САЩ. Нейният психолог, д-р Руди Винсънт, препоръчва лекарство, което да намали безпокойството, предизвикано от фобията. Клоуни скоро започват да преследват Али. Междувременно Кай и Уинтър са брат и сестра, които правят мистериозен договор след като Тръмп става президент. Уинтър става бавачка на Оз и се опитва да го обезчувстви към насилие. Кай примамва група от испанци да го бият. Съседите на Али и Айви, семейство Чанг, са заклани от група клоуни. Полицията погрешно обявява случая за убийство-самоубийство. |    |                                                    |                      |                          |                      |                            |                |
| 75 | 2  | „Не се страхувай от тъмното“                       | Лиза Джонсън         | Тим Миниар               | 12 септември 2017 г. |                            | 2,38           |
| Кай започва кампанията си за място в общинския съвет. Али не се доверява на новите обитатели на бившия дом на семейство Чанг, семейство Уилтън. В ресторанта на Али и Иви, „Касапницата на Мейн“, се поражда напрежение между главния готвач, Роджър, и един испаноговорещ служител, Педро. По-късно системата за сигурност на ресторанта се задейства и Али разследва; тя намира Роджър, висящ на кука в склада за месо. Детектив Самуелс посочва Педро за най-вероятния заподозрян. Али получават пистолет от сем. Уилтън. След това токът в града спира и Али бива ужасена от клоуни в къщата си. Айви изпраща Педро да достави провизии в къщата и впоследствие е случайно застрелян от Али. |    |                                                    |                      |                          |                      |                            |                |
| 76 | 3  | „Съседи от Ада“                                    | Гуинет Хордър-Пейтън | Джеймс Уонг              | 19 септември 2017 г. |                            | 2,25           |
| Извън ресторанта се поражда протест заради смъртта на Педро. Кай обещава на Али, че ще разсее протестиращите и го прави. Семейство Уилтън обиждат Али за смъртта на Педро и подаряват морско свинче на Оз. Камион, който разпръсква мистериозен зелен газ в целия квартал, притеснява Али. Морското Свинче на Оз бива убито в микровълновата печка. Али подозира, че сем. Уилтън са извършителите. Тя напада Харисън и заплашва Медоу. Кадри на Али, която бива съблазнена от Уинтър, са качени онлайн, което опустошава Айви. Семейство Уилтън са индивидуално разпитани от Кай, а Харисън изразява желанието си Медоу да умре. След това, Медоу изчезва и Харисън обвинява Али. |    |                                                    |                      |                          |                      |                            |                |
| 77 | 4  | „11 септември“                                     | Гуинет Хордър-Пейтън | Джон Дж. Грей            | 26 септември 2017 г. |                            | 2,13           |
| В деня след изборите Харисън става личен треньор на Кай. Кай поема Харисън под крилото си и в крайна сметка го убеждава да убие унижаващия го шеф. По-късно Кай проявява специален интерес към репортер на име Бевърли Хоуп и ѝ предлага „еднаква сила“ в стремежа си към господство. Той подбужда убийството на нейната съпернчка като доказателство за отдадеността му към нея. В деня преди изборите Айви присъства на политически митинг, където бива опипана от мъж на име Гари. Уинтър се опитва да защити Айви и двете заедно обядват. През нощта Айви и Уинтър отвличат Гари и го завързват на кол изоставена сграда, за да не му позволят да гласува на следващия ден. Кай идва да спаси Гари и му предлага трион час преди изборите да приключат. Гари впоследствие отрязва заключената си ръка. |    |                                                    |                      |                          |                      |                            |                |
| 78 | 5  | „Дупки“                                            | Маги Кайли           | Кристал Лиу              | 3 октомври 2017 г.   |                            | 2,20           |
| Бевърли информира Кай, че шефът ѝ, Боб, компрометира репортажите за убийствата от клоуни и по този начин възпрепятства кампанията на Кай за общинския съвет. Кай, Бевърли, Уинтър, Харисън, детектив Самюелс, Айви и операторът на Бевърли, Ар Джей, слагат маски за клоуни, влизат с взлом в къщата на Боб и заснемат убийството му. Бевърли по-късно съветва Кай да прекъсне връзки с Ар Джей, които тя вижда като слажи. Всеки член на сектата изстрелва пирони в главата на вързания Ар Джей един след друг, преди Кай да го довърши. Междувременно Медоу, бягайки от Харисън и любовника му Самюелс, се моли на Али за закрила и разкрива, че Айви е член на сектата. Бевърли разпитва Кай за местонахождението на родителите му и Кай разгласява, че майка му е застреляла баща му и след това се е самоубила. Братът на Кай, д-р Руди Винсънт, е настоявал те да скрият телата си в спалнята им, за да не загубят парите от пенсията на майка си и проверките за инвалидност на баща си. |    |                                                    |                      |                          |                      |                            |                |
| 79 | 6  | „Наемен убиец от Средния Запад“                    | Брадли Буекър        | Tод Кубрак               | 10 октомври 2017 г.  |                            | 2,15           |
| Медоу разкрива на Али, че се е влюбила в Кай и е решила да напусне сектата, когато открива, че чувствата не са взаимни. Али планира да използва показанията на Медоу, за да разкрие същността на Кай и посещава негов политически опонент, Сали Кефлър, за да поиска помощта ѝ. В средата на разговора им, сектата влиза с взлом в къщата на Сали и кай я застрелва в гърдите и прави така, че смъртта да изглежда като самоубийство. На следващия ден, на политически митинг, Медоу застрелва няколко души, включително Кай. Али се опитва да измъкне пистолета от ръцете на Медоу и тя се застрелва в устата. Али е арестувана след като екип на SWAT пристига на местопрестъплението и я намира с пистолет в ръцете. Става ясно, че Кай е наредил на Медоу да го простреля, за да може имиджът му да бъде издигнат на национално ниво. Освен това, Медоу е инструктирана да свидетелства за Али на основание, че никой няма да повярва на една „луда жена“.                                  |    |                                                    |                      |                          |                      |                            |                |
| 80 | 7  | „Валъри Соланас умря заради греховете ви: Отрепка“ | Рейчъл Голдбърг      | Кристал Лиу              | 17 октомври 2017 г.  |                            |                |
| |    |                                                    |                      |                          |                      |                            |                |
| 81 | 8  | „Зимата на нашето недоволство“                     | Барбара Браун        | Джошуа Грийн             | 24 октомври 2017 г.  |                            |                |
| |    |                                                    |                      |                          |                      |                            |                |
| 82 | 9  | „Изпий степчето“                                   | Анджела Басет        | Адам Пен                 | 31 октомври 2017 г.  |                            |                |
| |    |                                                    |                      |                          |                      |                            |                |
| 83 | 10 | „Чарлс (Менсън) командва“                          |                      |                          | 7 ноември 2017 г.    |                            |                |
| |    |                                                    |                      |                          |                      |                            |                |
| 84 | 11 | „Отново велика“                                    |                      |                          | 14 ноември 2017 г.   |                            |                |
| |    |                                                    |                      |                          |                      |                            |                |

|  | Тази страница частично или изцяло представлява превод на страницата American_Horror_Story:_Cult в Уикипедия на английски. Оригиналният текст, както и този превод, са защитени от Лиценза „Криейтив Комънс – Признание – Споделяне на споделеното“, а за съдържание, създадено преди юни 2009 година – от Лиценза за свободна документация на ГНУ. Прегледайте историята на редакциите на оригиналната страница, както и на преводната страница, за да видите списъка на съавторите. ВАЖНО: Този шаблон се отнася единствено до авторските права върху съдържанието на статията. Добавянето му не отменя изискването да се посочват конкретни източници на твърденията, които да бъдат благонадеждни. |